# 二本松義氏
二本松 義氏（にほんまつ よしうじ）／畠山 義氏（はたけやま よしうじ）は、戦国時代の武将、二本松氏第7代当主。陸奥国安達郡二本松城主。

## 生涯
享禄3年（1530年）、二本松氏第5代当主・二本松村国の子として生まれる。この時期の二本松氏の系譜については諸説有る。
義氏が家督を相続したのは、天文15年（1546年）4月に兄の第6代当主・二本松家泰が死去した際であると思われるが、伊達稙宗・晴宗父子の争いである天文の乱に関する二本松氏の活動は、家泰存命中の時点においても既に義氏の名で記されている。これは両者が混同されたためとも考えられる。義氏および兄の家泰は稙宗方に属し、天文11年（1542年）9月13日には田村隆顕・石橋尚義らの援助を得て、家中の晴宗派の家臣を二本松城から追放し、さらに14日には八丁目城主堀越興行が晴宗方の遊佐美作守の城を攻略した。また晴宗方に与した庶流の本宮宗頼を攻め、天文14年（1545年）6月3日には本宮城を攻め落とした。
天文15年（1547年）3月5日死去。享年18。義氏には子がおらず、叔父新城村尚の子・尚国が当主として迎えられた。